# Henry Siddons Mowbray

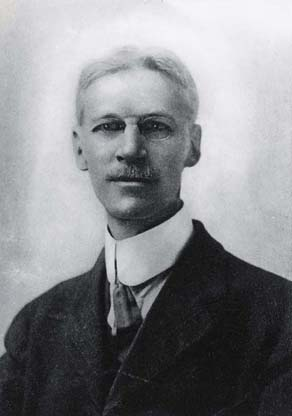
Henry Siddons Mowbray

Henry Siddons Mowbray (Alexandrië, 5 augustus 1858 – Washington (Connecticut), 13 januari 1928) was een Amerikaans kunstschilder.

## Biografie
Mowbray werd geboren in Egypte als zoon van een koloniale ambtenaar en explosievenexpert. Nadat hij al vroeg zijn ouders had verloren nam een oom hem mee naar Amerika, waar hij opgroeide in North Adams (Massachusetts). Hij begon aan een militaire opleiding op  West Point, maar na een jaar zegde hij deze vaarwel en ging naar Parijs, waar hij in 1879 als kunstschilder in de leer ging bij Leon Bonnat en later bij Jean-Léon Gérôme. In 1883 reisde hij naar Rome om de klassieke Italiaanse meesters te bestuderen. In 1896 keerde hij terug naar New York waar hij een atelier begon. In datzelfde jaar werd hij lid van de Society of American Artists en in 1891 van de National Academy of Design. Hij gaf les op de Art Students League of New York. In 1903 werd hij directeur van de American Academy in Rome.
Mowbray schilderde vooral klassieke en Oosterse thema’s in een academische stijl. Ook maakte hij veel muurschilderingen, onder andere voor Frederick William Vanderbilt en John Pierpont Morgan, waarbij invloeden uit de vroegrenaissance duidelijk herkenbaar zijn.

## Galerij

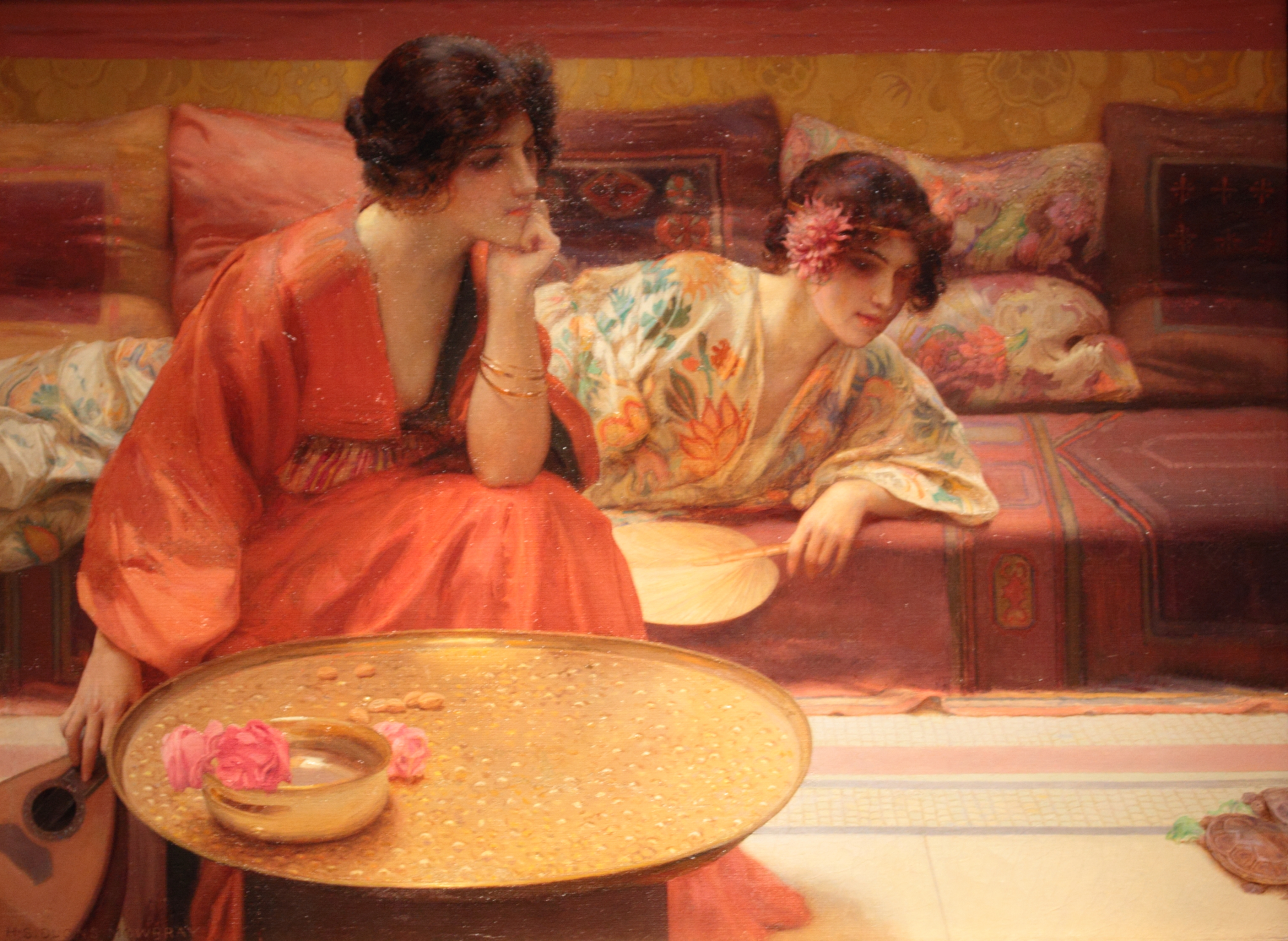
Idle Hours
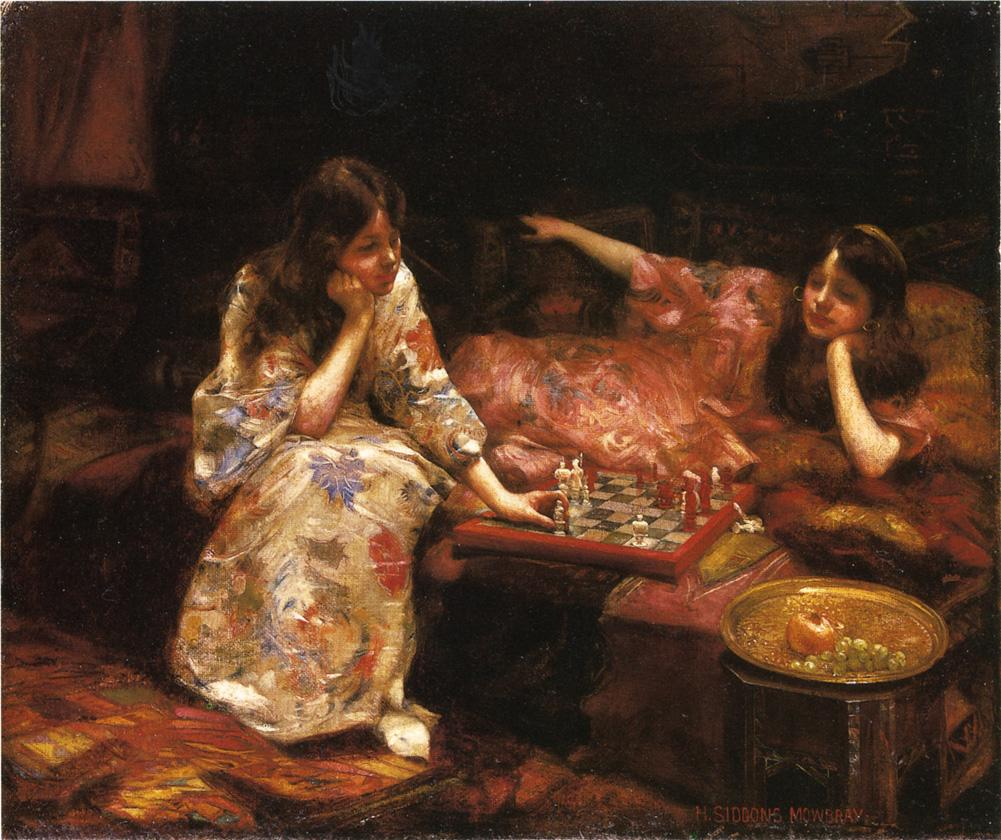
A Play of Chess
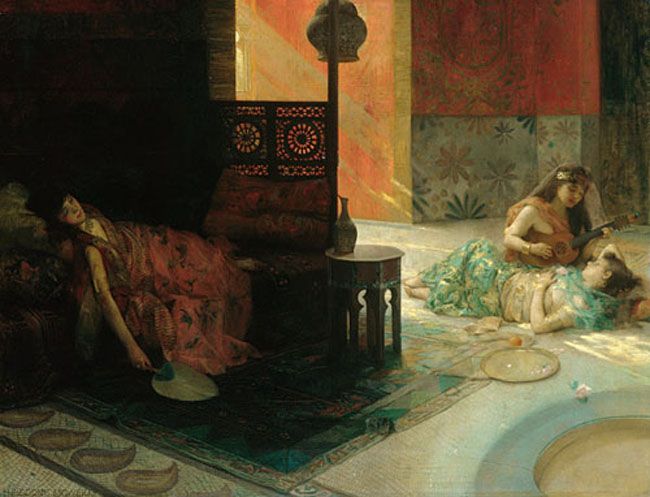
Harem Scene
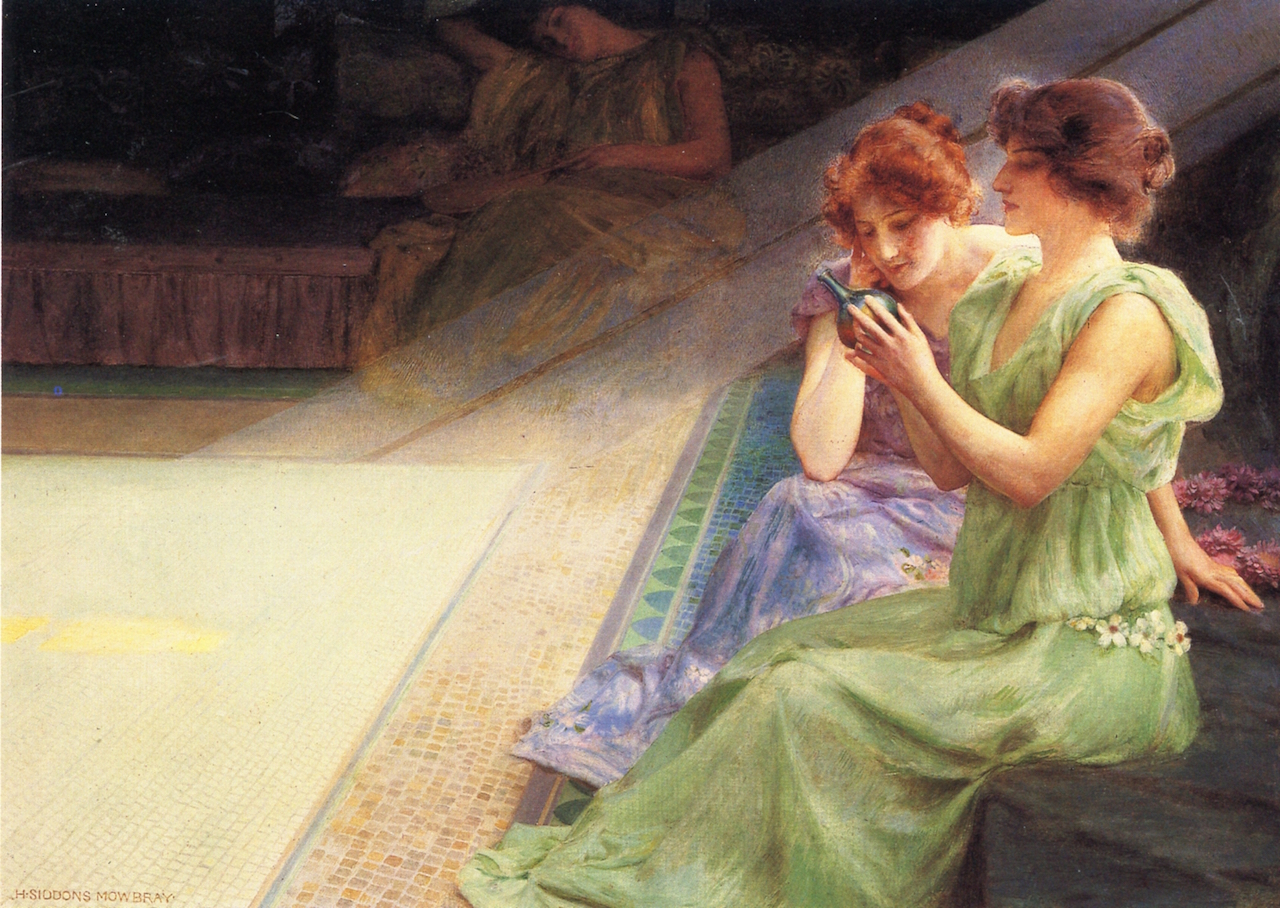
Iridescence
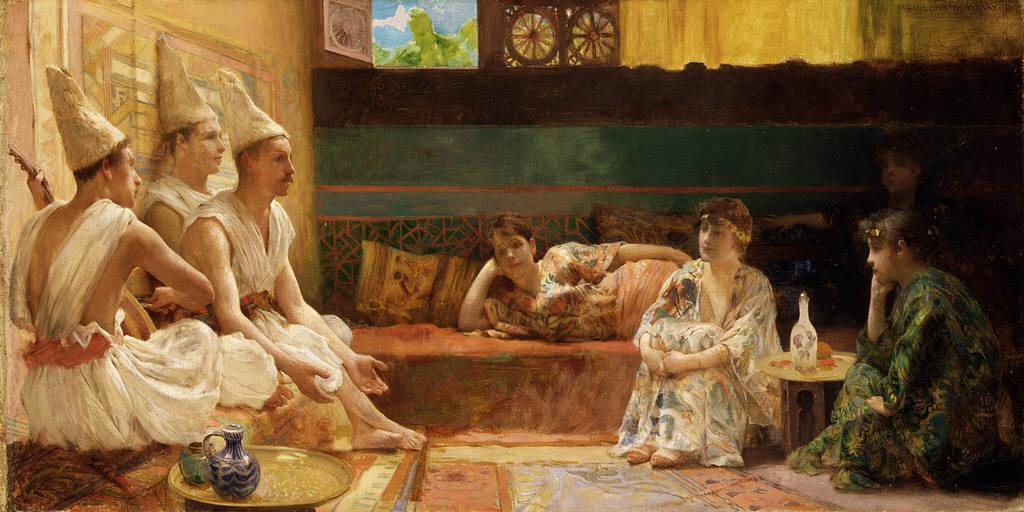
The Calenders
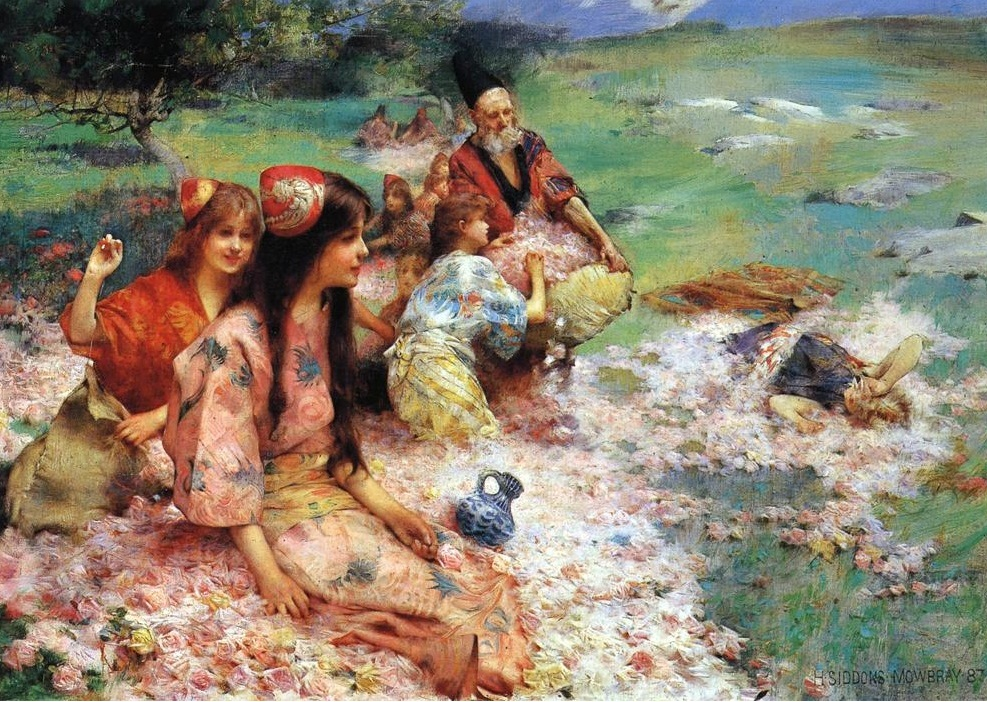
Rose Harvest
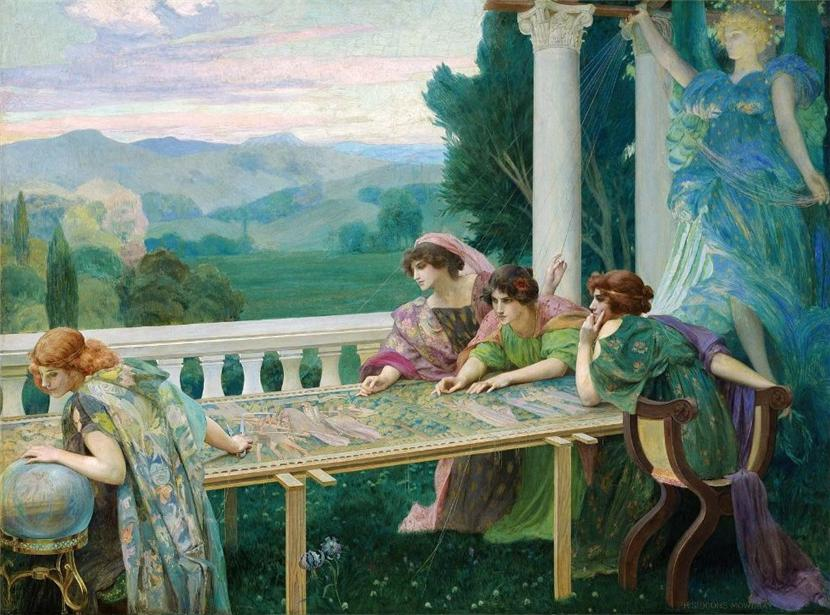
Le Destin
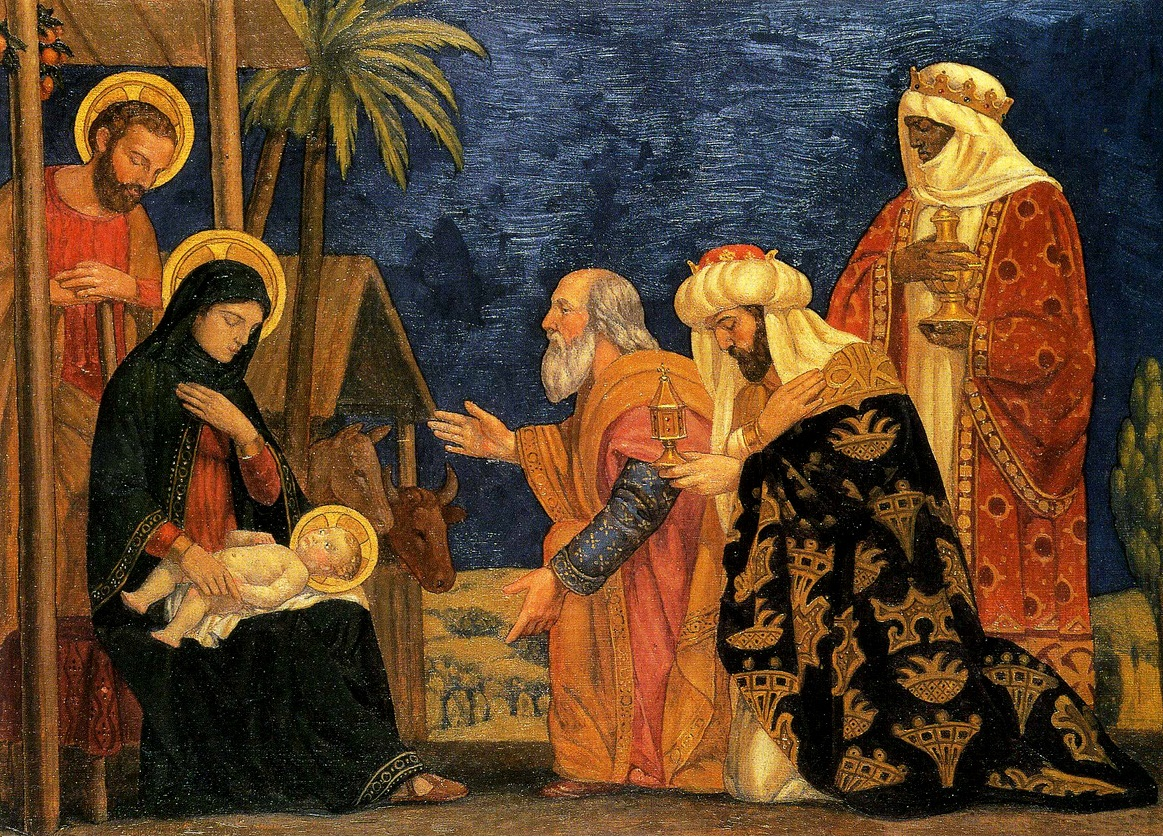
The Magi, fresco
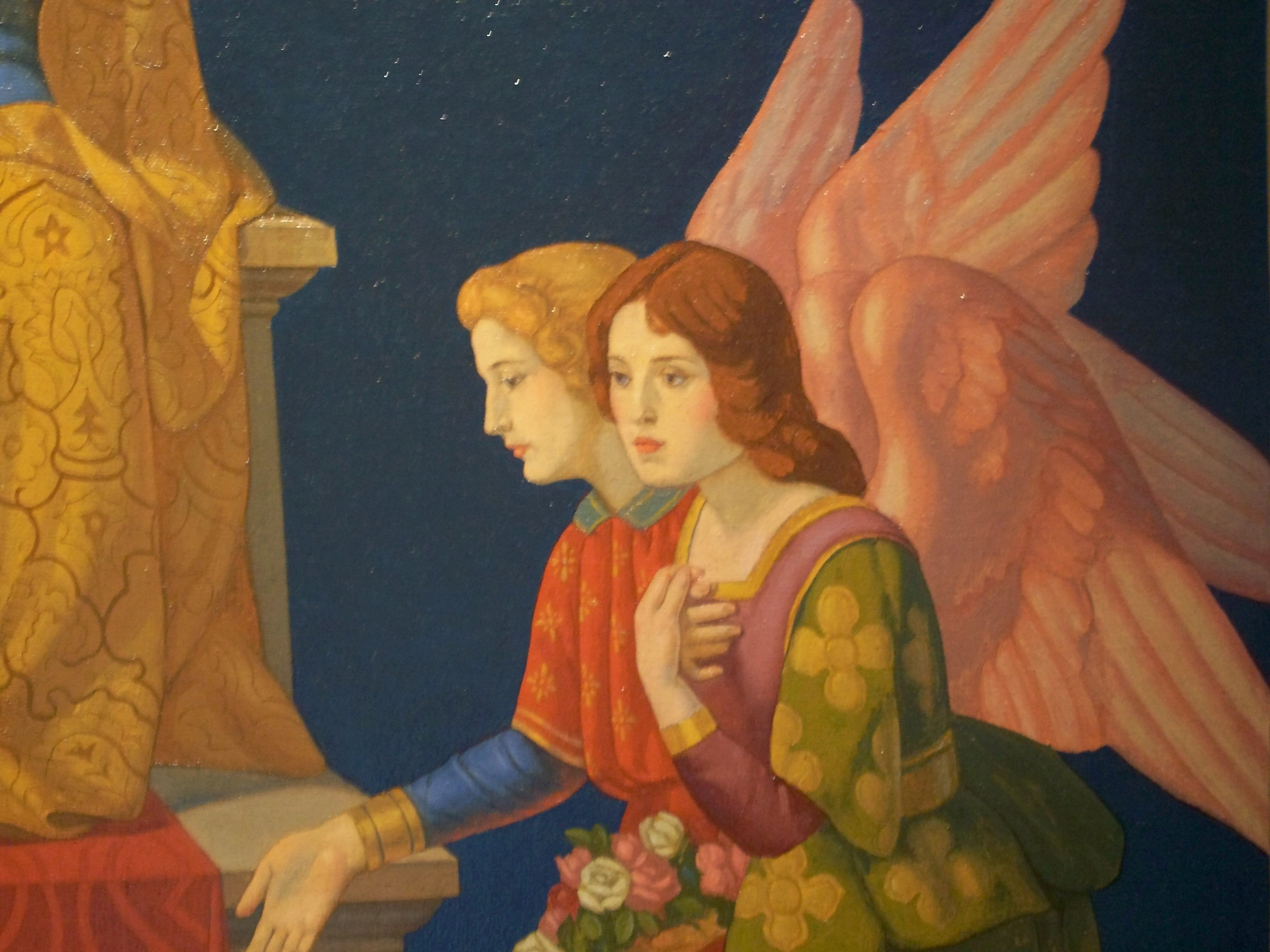
Madonna and Child Enthroned with Angels and Cherubs (detail van fresco)
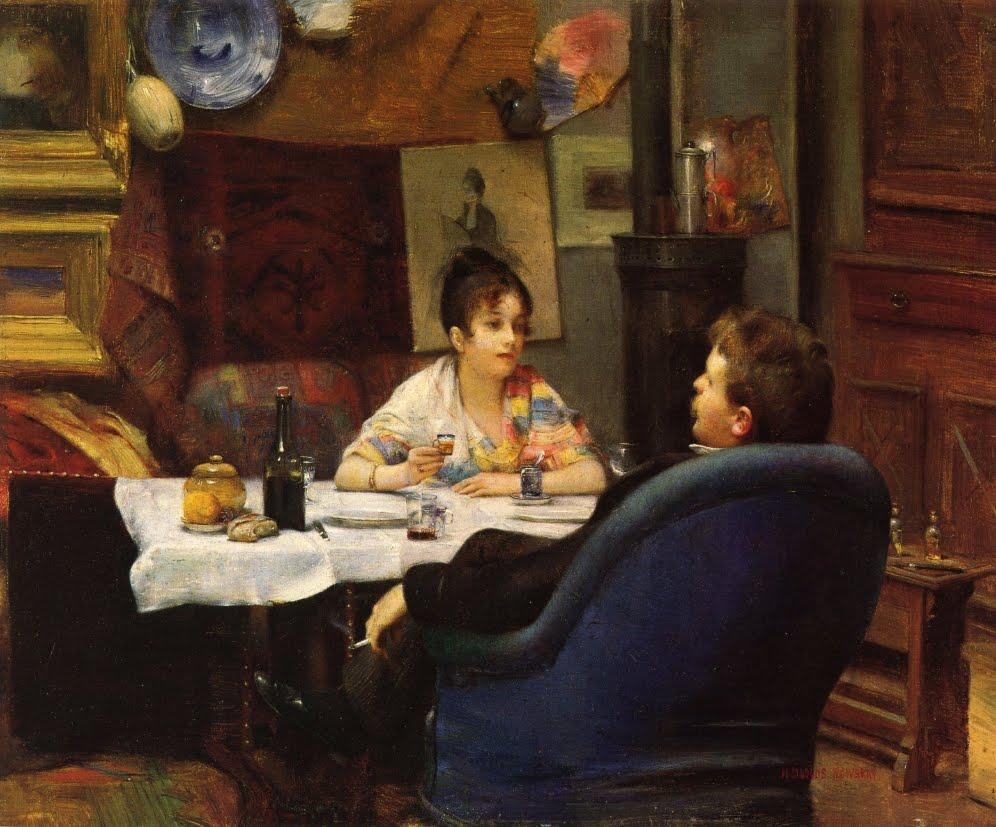
Studio Lunch